# Volleyball-DDR-Meisterschaft (Frauen) 1982
Die DDR-Volleyballmeisterschaft der Frauen wurde 1982 zum 32. Mal ausgetragen. Der SC Traktor Schwerin schaffte den Titel-Hattrick, in dem nach 1980 und 1981 die dritte Meisterschaft in Folge errungen wurde. Diesen sicherten sie sich, auf Grund des besseren Satzverhältnisses gegenüber dem SC Dynamo Berlin. Auch um den dritten Platz, entschied das Satzverhältnis, diesmal zu Gunsten des SC Leipzig gegenüber dem TSC Berlin.

## Modus
Die vier Klubmannschaften (SC Traktor Schwerin, SC Dynamo Berlin, TSC Berlin und SC Leipzig) ermittelten in vier Turnieren von Januar bis Februar 1982 den Meister. Bei den Turnieren spielte jeweils jeder gegen jeden.

## Ergebnisse

### 1. Turnier in Leipzig
Das 1. Turnier fand vom 2. Januar bis 4. Januar 1982 in Leipzig statt.
| Paarung              | Paarung | Paarung             | Ergebnis                               |
| -------------------- | ------- | ------------------- | -------------------------------------- |
| Sonnabend: 2. Januar |         |                     |                                        |
| SC Traktor Schwerin  | –       | SC Dynamo Berlin    | 2:3 – (14:16, 15:8, 15:4, 3:15, 6:15)  |
| SC Leipzig           | –       | TSC Berlin          | 2:3 – (15:6, 8:15, 7:15, 15:13, 13:15) |
| Sonntag: 3. Januar   |         |                     |                                        |
| SC Dynamo Berlin     | –       | TSC Berlin          | 3:0 – (15:8, 15:5, 15:11)              |
| SC Leipzig           | –       | SC Traktor Schwerin | 0:3 – (2:15, 5:15, 1:15)               |
| Montag: 4. Januar    |         |                     |                                        |
| SC Dynamo Berlin     | –       | SC Leipzig          | 3:0 – (15:4, 15:11, 15:6)              |
| TSC Berlin           | –       | SC Traktor Schwerin | 0:3 – (2:15, 5:15, 4:15)               |

### 2. Turnier in Ost-Berlin (TSC)
Das 2. Turnier fand vom 15. Januar bis 17. Januar 1982 in der TSC-Halle in Ost-Berlin statt.
| Paarung                            | Paarung | Paarung             | Ergebnis                              |
| ---------------------------------- | ------- | ------------------- | ------------------------------------- |
| Freitag: 15. Januar ab 17.00 Uhr   |         |                     |                                       |
| TSC Berlin                         | –       | SC Traktor Schwerin | 0:3 – (9:15, 8:15, 13:15)             |
| SC Dynamo Berlin                   | –       | SC Leipzig          | 3:0 – (15:6, 15:12, 15:6)             |
| Sonnabend: 16. Januar ab 15.00 Uhr |         |                     |                                       |
| SC Traktor Schwerin                | –       | SC Leipzig          | 3:0 – (15:4, 15:2, 15:3)              |
| SC Dynamo Berlin                   | –       | TSC Berlin          | 3:0 – (15:13, 15:5, 15:4)             |
| Sonntag: 17. Januar ab 14.00 Uhr   |         |                     |                                       |
| SC Leipzig                         | –       | TSC Berlin          | 3:0 – (15:5, 15:11, 15:8)             |
| SC Traktor Schwerin                | –       | SC Dynamo Berlin    | 3:2 – (15:7, 9:15, 5:15, 15:10, 15:7) |

### 3. Turnier in Ost-Berlin (Dynamo)
Das 3. Turnier fand vom 12. Februar bis 14. Februar 1982 in der Dynamo-Halle IV im Sportforum Hohenschönhausen in Ost-Berlin statt.
| Paarung                             | Paarung | Paarung             | Ergebnis                                |
| ----------------------------------- | ------- | ------------------- | --------------------------------------- |
| Freitag: 12. Februar ab 17.00 Uhr   |         |                     |                                         |
| SC Dynamo Berlin                    | –       | SC Leipzig          | 3:1 – (15:9, 15:5, 9:15, 15:12)         |
| TSC Berlin                          | –       | SC Traktor Schwerin | 0:3 – (4:15, 5:15, 10:15)               |
| Sonnabend: 13. Februar ab 15.00 Uhr |         |                     |                                         |
| SC Leipzig                          | –       | SC Traktor Schwerin | 0:3 – (9:15, 14:16, 9:15)               |
| TSC Berlin                          | –       | SC Dynamo Berlin    | 0:3 – (7:15, 9:15, 8:15)                |
| Sonntag: 14. Februar ab 14.00 Uhr   |         |                     |                                         |
| SC Traktor Schwerin                 | –       | SC Dynamo Berlin    | 3:1 – (15:7, 15:3, 9:15, 15:12)         |
| SC Leipzig                          | –       | TSC Berlin          | 2:3 – (13:15, 15:8, 15:5, 11:15, 10:15) |

### 4. Turnier in Hagenow
Das 4. Turnier fand vom 19. Februar bis 21. Februar 1982 in Hagenow statt.
| Paarung                             | Paarung | Paarung             | Ergebnis                                |
| ----------------------------------- | ------- | ------------------- | --------------------------------------- |
| Freitag: 19. Februar ab 17.00 Uhr   |         |                     |                                         |
| SC Traktor Schwerin                 | –       | SC Dynamo Berlin    | 2:3 – (12:15, 15:10, 6:15, 15:1, 16:18) |
| SC Leipzig                          | –       | TSC Berlin          | 3:1 – (15:9, 16:14, 2:15, 15:7)         |
| Sonnabend: 20. Februar ab 15.00 Uhr |         |                     |                                         |
| SC Dynamo Berlin                    | –       | TSC Berlin          | 3:0 – (15:6, 15:2, 15:13)               |
| SC Leipzig                          | –       | SC Traktor Schwerin | 1:3 – (15:8, 10:15, 5:15, 8:15)         |
| Sonntag: 21. Februar ab 14.00 Uhr   |         |                     |                                         |
| TSC Berlin                          | –       | SC Traktor Schwerin | 0:3 – (4:15, 10:15, 7:15)               |
| SC Dynamo Berlin                    | –       | SC Leipzig          | 3:0 – (15:10, 15:11, 15:7)              |

## Abschlusstabelle
| Pl. | Verein                       | Verein                  | S  | N  | Sätze | Punkte |
| --- | ---------------------------- | ----------------------- | -- | -- | ----- | ------ |
| 1   | Logo vom SC Traktor Schwerin | SC Traktor Schwerin (M) | 10 | 02 | 34:10 | 22     |
| 2   | Logo vom SC Dynamo Berlin    | SC Dynamo Berlin        | 10 | 02 | 33:11 | 22     |
| 3   | Logo vom SC Leipzig          | SC Leipzig              | 02 | 10 | 12:31 | 14     |
| 4   | Logo vom TSC Berlin          | TSC Berlin              | 02 | 10 | 07:34 | 14     |

(M) Vorjahresmeister

## Meistermannschaft
| 1.                           | SC Traktor Schwerin |
| ---------------------------- | --- |
| Logo vom SC Traktor Schwerin | Spielerinnen: Karla Mügge , Ute Oldenburg, Anke Westendorf, Cathrin Heydrich, Silke Rimkus, Martina Schwarz, Ines Hellwig, Dörte Stüdemann, Karin Langen, Christiane Günther, Joachim Andrea Heim (fehlte verletzungsbedingt bei den Meisterschaftsturnieren) Trainer: Gerhard Fidelak |